# 白石藏王車站
白石藏王車站（日语：／ Shiroishizaō eki */?）是一位於日本宮城縣白石市大鷹澤三澤字櫻田，由東日本旅客鐵道（JR東日本）所經營的鐵路車站。白石藏王是東北新幹線沿線的車站之一，是一個新幹線專用車站，雖然沒有任何在來線或私鐵路線通過，但因與東北本線白石車站之間僅有約1公里的距離，旅客雖然無法以徒步方式轉車，但仍可搭乘公車進行接駁。白石藏王的車站名起源於所在地的白石市，與鄰近的知名景點藏王刈田山頂，但雖然因促進觀光的理由加入到站名中，但實務上除了秋季期間的臨時班車外，白石藏王車站到藏王刈田山頂之間平日並沒有公車班次存在，旅客僅能靠計程車或租車前往，而使得效果打折。

## 車站構造

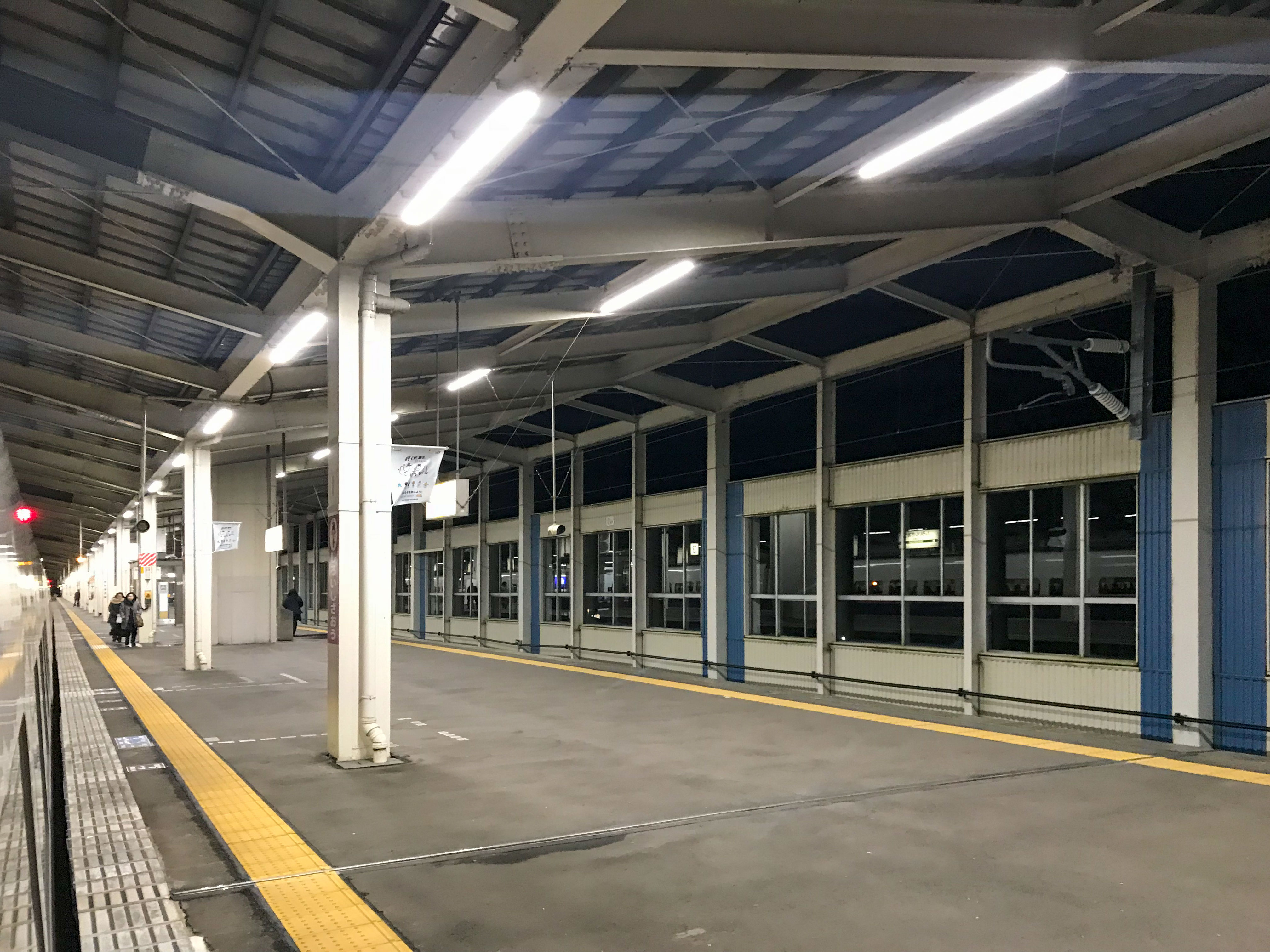
车站站台

中央設通過線（上下本線），上行線外側設有島式月台1面2線與下行線側側式月台1面1線，合計2面3線的高架車站。

### 月台配置
| 月台 | 路線       | 方向 | 目的地                 |
| ---- | ---------- | ---- | ---------------------- |
| 1    | 東北新幹線 | 下行 | 仙台、盛岡方向         |
| 2    | 東北新幹線 | 上行 | 宇都宮、大宮、東京方向 |
| 3    | 東北新幹線 | -    | 預留月台               |

## 相鄰車站
東日本旅客鐵道
東北新幹線
福島－白石藏王－仙台

## 外部連結
- JR東日本－白石藏王站 （页面存档备份，存于）（日語）

37°59′41″N 140°37′58″E / 37.99472°N 140.63278°E